# Георгій Вилкович
Георгій Вилкович Чаликов — болгарський лікар, політик і дипломат. Міністр закордонних справ і релігій Болгарії (1881—1883), голова Державної ради Болгарії (1883).
У 60-х роках XIX століття був одним із провідних хірургів в Константинополі. Після визволення Болгарії від османського панування став одним із лідерів Консервативної партії. Був дипломатичним представником Болгарії в Османській імперії, де був убитий політичними супротивниками.

## Життєпис

### Народження та навчання
Георгій Вилкович народився в 1833 році в Едірне. Його батько походив з багатого і впливового роду Чаликовых з Копривштиці. Вилкович почав навчання в Пловдиві, а в 1857 році закінчив військово-медичне училище у Константинополі. Після закінчення училища працював хірургом і викладав у військово-медичному училищі.

### Лікарська практика
У 1860—1863 роках спеціалізувався на хірургії в Парижі, а в 1865 році певний час служив головним лікарем центральної лікарні в Дамаску. У 1870—1871 роках працював директором константинопольський лікарні «Хайдар-паша». У 1872 році Вилкович вже мав чин полковника Османської армії.
З 1875 року член-кореспондент, а з 1884 року — дійсний член Болгарського літературного товариства, нині Болгарської академії наук. Під час сербсько-турецької війни в 1876 році очолював військовий госпіталь в Ниші та Софії. Після початку російсько-турецької війни в 1877 року Георгій Вилкович був інтернований в Дамаск, а після звільнення з армії повернувся до Болгарії.

### Політична діяльність
У Болгарії Георгій Вилкович став одним з лідерів Консервативної партії. У 1879 році був обраний членом Установчих зборів і увійшов до групи з дванадцяти консерваторів, які відмовилися підписати Тирновську конституцію. Був обраний депутатом першого великого народного зібрання (1879) і третього народного зібрання (1882—1883). У 1879 році був призначений керівником Дирекції із сільського господарства, торгівлі та громадських будівель, а в 1881 році — директором поштової і телеграфної служби Східної Румелії. У період повноважень Баттенберга (1881—1883) був міністром закордонних справ і релігій і головою Державної ради (1883).
Під час сербсько-болгарської війни 1885 року Георгій Вилкович був керівником військових госпіталів. У 1886 році служив директором Александрівської лікарні в Софії. У 1887 році був призначений дипломатичним представником Болгарії в Константинополі і залишався на цьому посту аж до самої смерті. Вилкович був одним з ініціаторів політики, що проводиться урядом Стефана Стамболова для поліпшення становища болгар в Османській імперії.

### Убивство
12 (24) лютого 1892 року на Георгія Вилковича напали наймані вбивці Після цього він помер від ножового поранення в живіт два дні потому. Похований у Пловдиві.